# 상대 평가
상대 평가 (相對評價)는 시험 성적 등을 비롯한 어떠한  기준 중의 하나로, 절대 평가와 반대되는 개념이다. "규준 지향 평가"라고도 한다.
상대 평가는 한 집단의 점수를 성적의 높은 순으로 배열하기 때문에 집단 내에서의 개인의 변별력 확보는 쉽게 비교할 수 있으며, 평가자의 주관적 입장이 결여되지 못하기 때문에 형평성으로는 공정하다는 장점이 있으나, 우수한 집단만 있는 등급과 우수하지 못한 집단만을 갖고 비교할 때, 어느 집단이 더 우수한 지 등은 평가할 수 없는 것과 교육의 질적 개선에 도움을 줄 수 없다는 것, 과도한 경쟁심으로 인해 수험자의 정서적인 해를 주는 등의 정신건강에 악영향을 준다는 단점이 있다. 상대 평가의 사용되는 예는 내신 등급제, 수능 등급제를 들 수 있다.

## 같이 보기
- 절대 평가